# جیکوب زوما
جیکوب جیدیلییلیکزا زوما (به انگلیسی: Jacob Gedleyihlekisa Zuma) (زاده ۱۲ آوریل ۱۹۴۲) سیاست‌مدار اهل آفریقای جنوبی و رئیس پیشین حزب کنگره ملی آفریقا و رئیس‌جمهور پیشین آفریقای جنوبی بود.

## سِمَت‌ها و وقایع
او از سال ۱۹۹۹ تا سال ۲۰۰۵ معاون ریاست جمهوری آفریقای جنوبی بود.
زوما در سال ۲۰۰۵ در پی اتهام رشوه‌خواری از دولت اخراج شد.
او همچنین در سال ۲۰۰۶ به اتهام تجاوز جنسی به یک دختر ۲۱ ساله مبتلا به ایدز مورد محاکمه قرار گرفت؛ که در نهایت تبرئه شد. وکیل او در جریان محاکمه مدعی شد که آمیزش جنسی زوما با این دختر از روی رضایت دو طرف بوده‌است. زوما در جریان این محاکمه، اعتبار علمی خطر مبتلا شدن به بیماری ایدز از طریق آمیزش جنسی بدون استفاده از وسایل پیشگیری از بارداری را زیر سؤال برد که خشم طرفداران حقوق زنان را برانگیخت.

## ریاست جمهوری ۲۰۰۹
در تاریخ ۶ مه ۲۰۰۹ میلادی، جیکوب زوما، رهبر حزب کنگره ملی آفریقا (ای‌ان‌سی)، رسماً به عنوان رئیس‌جمهور آفریقای جنوبی توسط اعضای پارلمان این کشور انتخاب شد. رای‌گیری در پارلمان پس از آن صورت گرفت که حزب ای‌ان‌سی، در انتخابات سراسری با پیروزی چشم‌گیری روبرو شد.

## رای پارلمان برای ادامه ریاست جمهوری
روز سه شنبه ۸ اوت ۲۰۱۷ پس از ساعت‌ها بحث و جدل و رای‌گیری محرمانه در پارلمان آفریقای جنوبی این پارلمان توافق خود برای ادامه ریاست‌جمهوری جیکوب زوما را اعلام کرد. این رای‌گیری بدنبال بالاگرفتن رسوایی فساد مالی و سوء استفاده از قدرت انجام شد و در نتیجه آن زوما همچنان رئیس جمهور آفریقای جنوبی خواهد بود.
همزمان با این رای‌گیری، مخالفان دولت آفریقای جنوبی در شهرهای کیپ تاون، ژوهانسبورگ و پرتوریا به خیابان‌ها ریختند و نسبت به ریاست جمهوری زوما اعتراض کردند.

## کناره‌گیری
زوما در ۱۴ فوریه ۲۰۱۸ تحت فشارهای سیاسی به دلیل اتهامات فساد اقتصادی و جنسی از مقام خود استعفا کرد.

## زندگی شخصی

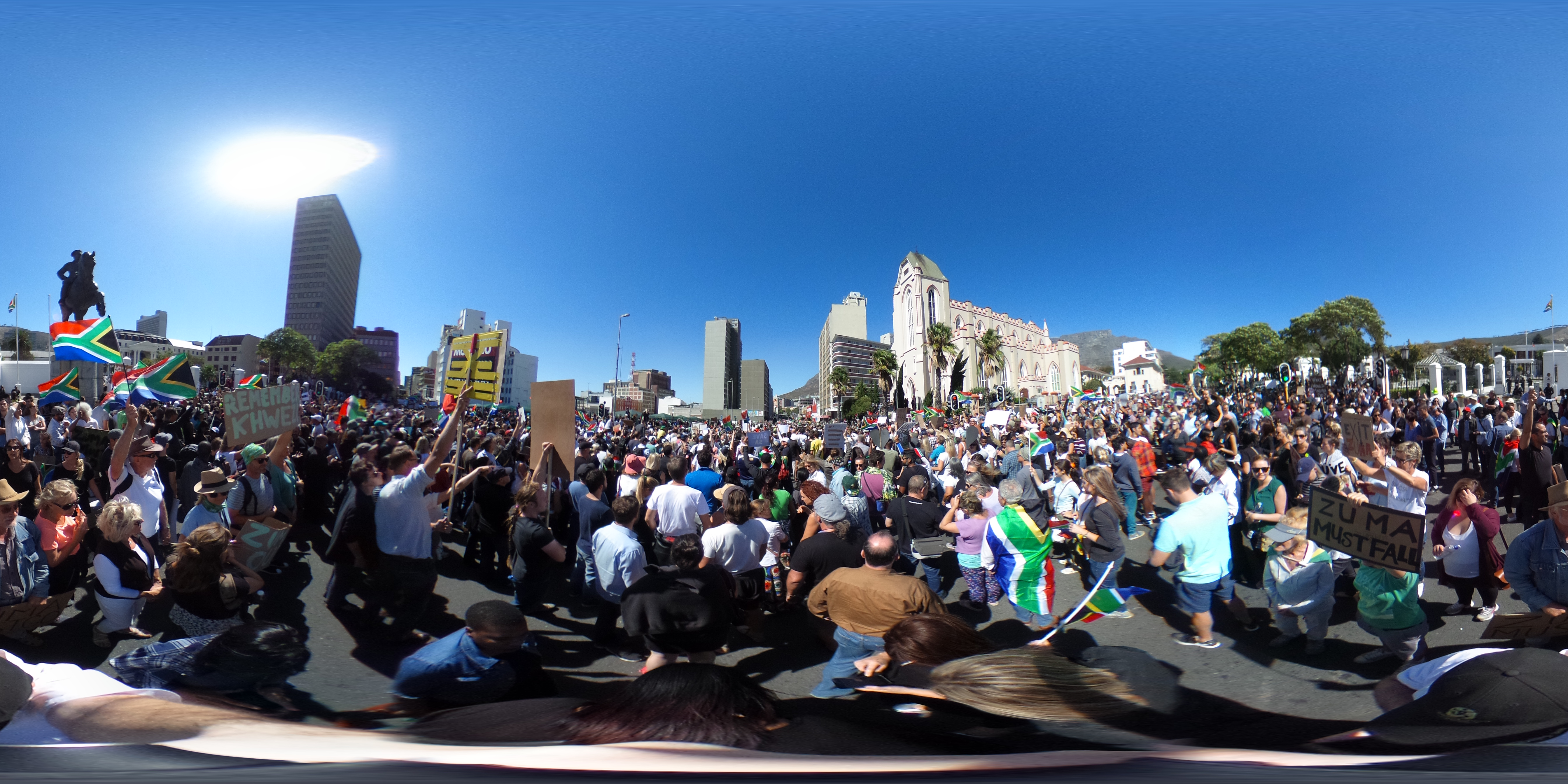
مرتبط

او شش بار ازدواج کرده که آخرین زنش ۴۳ سال از خودش کوچکتر بود و دارای ۲۰ فرزند است.